# Canet lo Roig
Canet lo Roig è un comune spagnolo situato nella comunità autonoma Valenciana.

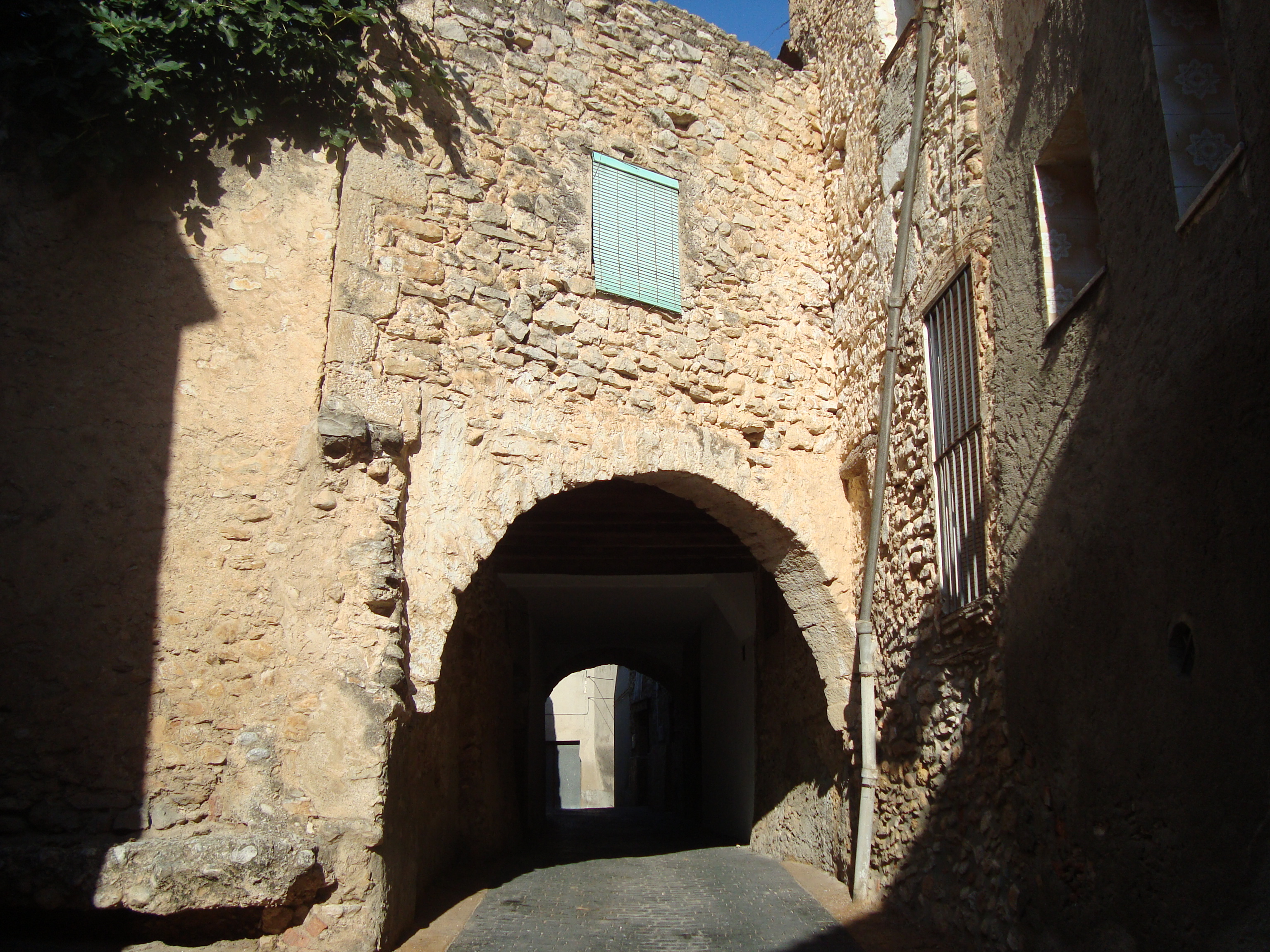
Portalet de Les Mongetades, Canet lo Roig.